# Magny-sur-Tille
Magny-sur-Tille település Franciaországban, Côte-d’Or megyében. Lakosainak száma 872 fő (2022. január 1.). Magny-sur-Tille Bressey-sur-Tille, Varanges, Chevigny-Saint-Sauveur, Fauverney, Genlis és Izier községekkel határos.

## Népesség
A település népességének változása:
| Lakosok száma | 256  | 513  | 576  | 783  | 847  | 860  | 868  | 902  | 894  | 872  |
|               | 1968 | 1982 | 1990 | 2006 | 2013 | 2015 | 2017 | 2019 | 2020 | 2022 |